# Ognjen Radošević
Ognjen Radošević (szerbül: Огњен Радошевић; Szabadka, 2003. augusztus 1.–) szerb labdarúgó, a Borac Banja Luka játékosa, középpályás.

## Pályafutása

### Klubcsapatokban
2016-ban került a L-IT SZEAC akadémiájára, egy évvel később egy másik Szegedi csapatnál, a SZEOL akadémiájában játszott.

#### Újpest
2018-ban igazolt Újpestre. 2022-ben kötötte meg első profi szerződését a lila-fehérekkel. 2023 januárjában az NBII-es Szentlőrinc vette kölcsön a középpályást. 2023. január 29-én debütált az MTK ellen kezdőként. Nyáron visszatért a fővárosi klubhoz, majd 2024. február 2-án bemutatkozott szintén az MTK ellen. 2024. február 11-én megszerezte első gólját a DVTK kárára. 2024. szeptember 3-án kölcsönvette a Nyíregyháza Spartacus. 2025. augusztus 8-án közös megegyezéssel szerződést bontott az Újpesttel.

#### Borac Banja Luka
2025. augusztus 17-én leigazolta a Borac Banja Luka.